# Caltagirone
Caltagirone (Caltaggiruni o Cartaggiruni en siciliano) es una comuna italiana de 36 846 habitantes de la provincia de Catania, en Sicilia. Su superficie es de 382 km². Su densidad es de 96 hab/km². Se encuentra hacia el interior de la isla, a unos 68 km de Catania. Domina por posición elevada (608 m sobre el nivel del mar) las llanuras de Catania y de Gela. Durante el invierno, la pintoresca posición geográfica y la gran diferencia de temperatura entre el día y la noche muchas veces provocan una neblina que la gente local llama a paisana.
Siendo una tierra rica en arcilla, Caltagirone ha obtenido fama mundial en la producción artesanal de cerámica, que proviene de épocas musulmana y normanda. Los artesanos, llamados cannatari han logrado perfeccionar durante los años la técnica de producción, manteniendo los motivos morescos y los colores típicos (verde, manganés, turquino, amarillo y oro). Las comunas limítrofes son Acate, Gela, Grammichele, Licodia Eubea, Mazzarino, Mazzarrone, Mineo, Mirabella Imbaccari, Niscemi, Piazza Armerina y San Michele di Ganzaria. 

## Historia
Si bien la ciudad tiene orígenes sículos y griegos, floreció bajo la dominación árabe como importante centro agrícola. De hecho, el nombre proviene del árabe Cal'at Ghiran que significa “Castillo de los vasos”. En el 1030 la ciudad fue conquistada por los genoveses e incluso cuando fue ciudad autónoma el contacto con Génova fue intenso.
El terremoto del 1693 hirió fuertemente el esplendor de la ciudad, pero contrariamente a otras ciudades sicilianas, la reconstrucción no cambió el tejido urbano medieval sino que se limitó a la construcción de edificios barrocos en la estructura urbana existente.
En la historia reciente, Caltagirone es importante por ser la ciudad nativa del sacerdote italiano, siervo de Dios, Luigi Sturzo, fundador del Partito Popolare que luego se transformó en la influyente Democracia Cristiana italiana.

## Lugares de interés
Caltagirone forma parte del lugar Patrimonio de la Humanidad declarado por la Unesco en 2002 denominado «Ciudades del barroco tardío de Val di Noto», en concreto con el código 1024-001. El centro histórico de Caltagirone se remonta a los primeros años del siglo XVIII, pues fue reconstruido después del gran terremoto del año 1693 que destruyó la ciudad junto con todos los demás poblamientos de la Sicilia oriental.

### Escalinata de Santa María del Monte
La escalinata puede considerarse el principal punto de interés de Caltagirone. Se trata de una verdadera obra de arte de los hábiles ceramistas locales, fue proyectada en el siglo XVII para unir la ciudad baja (piano di San Giuliano), esto es, la parte nueva, con la alta, el centro histórico, y está constituida por una serie de 140 escalones de piedra fundida decorada, en el año 1953 con baldosas en mayólica en los típicos colores de la cerámica de Caltagirone, entre los que prevalece el verde, el azul y el amarillo.

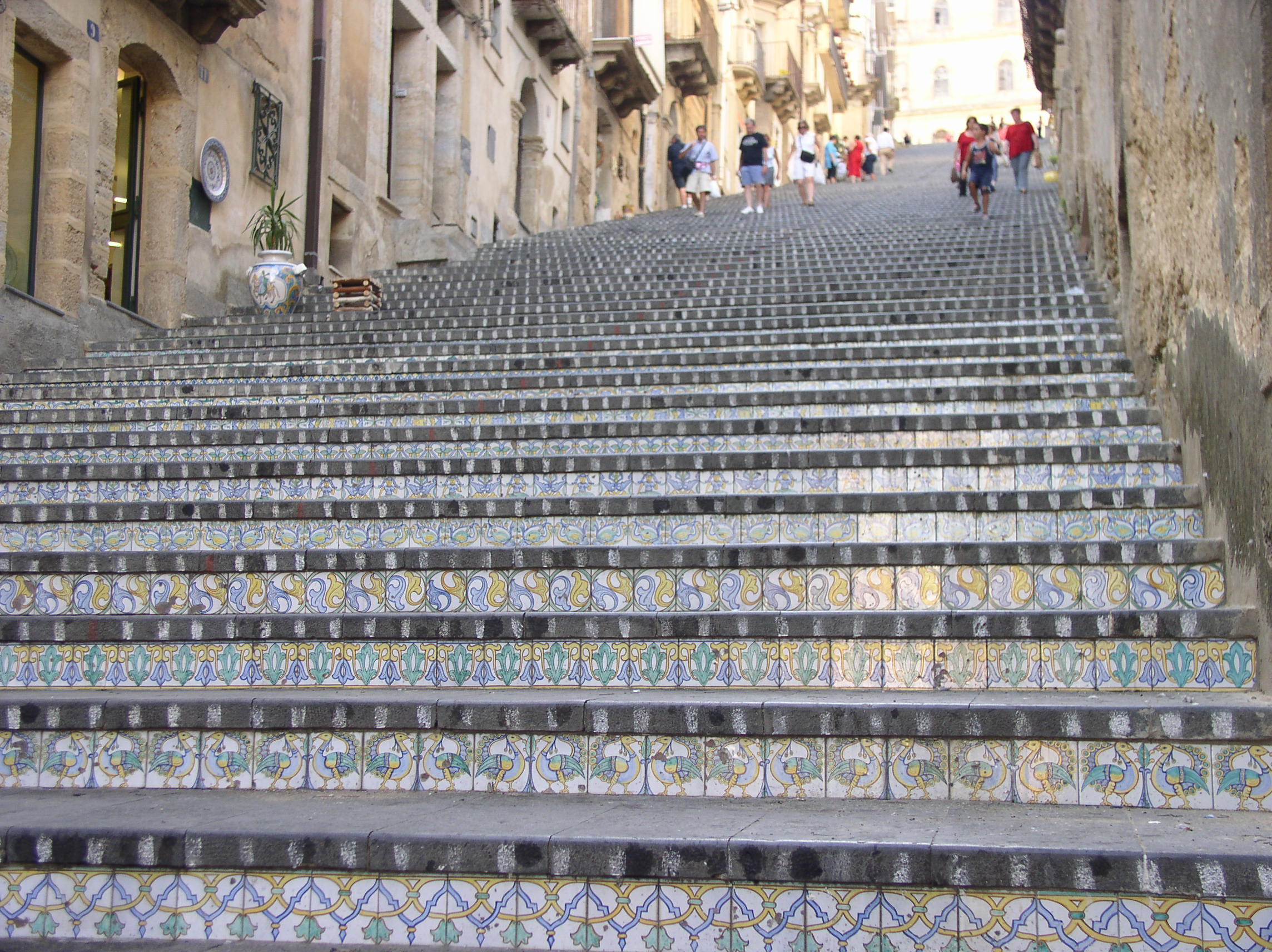
Escalinata decorada con la típica cerámica de Caltagirone.

Cada escalón está decorado con baldosas diferentes con motivos geométricos o figuras de la tradición local obtenidas por Antonino Ragona. Toda la escalinata está subdividida, por así decir, en sectores constituidos por 14 escalones en los que las decoraciones de la mayçolica se remontan a diversos periodos históricos, desde el siglo X hasta la actualidad. Es un auténtico espectáculo de colores, pero más aún cuando, con ocasión de la fiesta patronal de Santiago, que tiene lugar el 25 de julio, se ilumina con miles de velas de color blanco, rojo y verde colocadas de manera que forman una imagen.

### Iglesia de Santa María del Monte
La iglesia de Santa María del Monte se remonta a finales de la Edad Media, pero hoy se presenta con el aspecto que le dio la reconstrucción del siglo XVIII. Fue probablemente construida utilizando las piedras del antiguo castillo de Caltagirone. En su interior se custodian una pintura del siglo XIII representando a la Virgen de Coenadomini y toda una serie de esculturas del siglo XV. La iglesia de Santa María del Monte es uno de los pocos casos de edificios en los que la escalinata que la precede es más apreciada que la propia iglesia.

### Catedral de San Julián
La catedral de San Julián, de origen normando, se encuentra en lo que antiguamente se llamó Piano di San Giuliano (hoy, plaza Humberto I), que en época normanda tomó su nombre de la iglesia dedicada a San Julián, lo que hoy es la catedral de Caltagirone. Edificada en la Edad Media, la catedral fue ampliada modificándose en gran medida la estructura e incluso la orientación que era en un principio con el ábside hacia el este. Después del terremoto de 1693, que causó graves daños al edificio, provocando la caída de la cúpula y del campanario, la iglesia fue restaurada y varias veces reformada en el curso de los siglos. La fachada actual es modernista del siglo XX, obra de Saverio Gulli, estilo raro en un edificio sagrado, con decoraciones de motivos florales. Los portales laterales, que se remontan al siglo XVIII, son obra de Bonajuto. El alto campanario, rematado con una cúspide de mayólica y dotado de un reloj decorado en cerámica, fue construido en 1956. El interior de la catedral custodia numerosísimas obras, algunas de ellas destacadas: los frescos de la cúpula, realizados por los Vaccaro, el coro de madera del siglo XVIII, cuatro antiguos sarcófagos de mármol, una escultura de Cristo muerto obra de Giuseppe Vaccaro, un Crucifijo de madera de inicios del siglo XVI. Destaca la capilla del Santísimo Sacramento por la riqueza de las decoraciones. Se pueden visitar también el tesoro de la Catedral y la Sala Capitular.

### Iglesia de San Francisco de Paula
Esta iglesia barroca se alza sobre la plaza Marconi. La sacristía es de estilo gótico, anterior al terremoto de 1693. Tiene un espléndido portal en bronce realizado por el escultor Mario Lucerna, con el antiguo monasterio anejo a la misma. La iglesia ha sufrido numerosas remodelaciones en el curso de los siglos; en el interior, caracterizado por una techumbre de casetones, se custodian numerosas pinturas entre las que destacan dos telas de Vaccaro. Al exterior, sobre el lado derecho, un panel de cerámica representa a San Francisco de Paula.

### Otros edificios religiosos
- Iglesia de San Francisco de Asís, fue edificada en 1236 por uno de los más devotos seguidores de san Francisco, el beato Ricardo, y reconstruida en estilo barroco después de 1693. La fachada hoy tiene dos órdenes sobre los cuales campean esculturas que reproducen los elementos de la simbología mariana; en el centro la estatua de la Inmaculada. Posteriormente se construyeron el campanario y la cúpula, que quedó inacabada. Restos arquitectónicos del siglo XIII son visibles en la sacristía, a la izquierda del ábside. En el interior se custodian numerosas telas de los hermanos Vaccaro, una talla en madera de San Antonio de 1677, revestida de plata, y un gran panel en mayólica de Antonio Ragona, representando el belén con san Francisco.
- Iglesia del Gesù o del Collegio (1570), que se encuentra en la via Discesa del Collegio. La fachada tiene dos órdenes divididos por una gran cornisa; en el orden inferior, el gran portal, delimitado por dos parejas de columnas sobre altos basamentos, tiene ocho estatuas de santos en nichos; en el superior, junto a la gran ventana, están colocadas las estatuas de San José, de la Virgen con el Niño y, en los dos extremos, de los santos Pedro y Pablo. El interior, de una sola nave, se pueden admirar las preciosas decoraciones en estuco y mármol, el techo con casetones, el altar barroco con columnas salomónicas en mármol, el fastuoso púlpito de madera con incrustaciones y las capillas laterales de las que destacada la dedicada a la Pietà, con escultura obra de Filippo Paladino (1607) y la de san Ignacio de Loyola, fundador de la orden de los jesuitas, particularmente elaborada y ricamente ornamentada.
- Convento de los Capuchinos, situado al fondo de una estrecha calleja medieval llamada precisamente via Cappuccini. Este convento y su iglesia se construyeron a finales del siglo XVI, en estilo renacentista, siendo el único edificio que salió indemne del terremodo de 1693. Es centro de peregrinación de los devotos del padre Innocenzo Marcinnò. El interior del convento se caracteriza por un claustro porticado y en él se pueden admirar una rara copia del Sudario de Turín, un monumental belén y una rica pinacoteca. El museo anexo alberga obras de plata de los siglos XVII y XVIII. Por su parte, la iglesia se caracteriza, al exterior, en estilo renacentista, por la piedra blanca de los bellos portales, y al interior por el techo de madera y el tríptico del siglo XVII de Filippo Paladini, colocado sobre el altar mayor, en el centro del cual hay una enorme pintura que representa a la Madonna dell'Odigitria.
- Basílica de Santiago. Edificada en la época normanda por decisión del conde Roger y reconstruida después del terremoto de 1693 por el arquitecto agrigentino Simeone Mancuso sobre la planta original. Sobre la fachada se ponen en evidencia macizas columnas marmóreas. En su interior se custodian obras de los Gagini como el portal del Relicario en la nave de la izquierda, el arco de la capilla del sacramento y el arca de plata de las reliquias de Santiago. Desde 1518, con ocasión de la fiesta patronal, en la placita que queda ante la basílica se desarrolla una gran feria en la que se exponían mercancías diversas, entre ellas característicos silbatos de terracota.
- Iglesia de San Pedro, reconstruida enteramente en la segunda mitad del siglo XIX. Se encuentra en el centro histórico de la ciudad sobre una antigua vía homónima. Su arrojada fachada de gusto gótico está encajada entre dos torres campanario simétricas decoradas con piezas de mayólica, en punta de diamante color verde esmeralda del taller Arcidiacono, que la hicieron única en su género; el portal de bronce es obra de Gaetano Angelico. En el interior se custodian pinturas de Giuseppe Vaccaro. Desde esta iglesia, el domingo de Pascua, en la tarde, parte la característica procesión llamada A Giunta, esto es, el encuentro entre Jesucristo y la Virgen, que tiene como protagonistas principales una gigantesca estatua de san pedro. Los fieles saludan al grito de «Viva María» a su santo que anuncia a María la resurrección de Cristo llevado en triunfo.

También es notable el Palazzo Senatorio (siglo XV), el anterior Ayuntamiento, luego transformado en Teatro Municipal Garibaldi y hoy ocupado por la galería Luigi Sturzo.
Además, cabe señalar la colección de antigua y moderna cerámica y terracota, que se remonta al periodo de la Magna Grecia, está disponible en el Museo de Cerámica local, creado en 1965.

## Evolución demográfica
| Gráfica de evolución demográfica de Caltagirone entre 1861 y 2001 |
|                                                                   |
| Fuente ISTAT - elaboración gráfica de Wikipedia                   |

## Hermanamientos
- San Francisco (Estados Unidos)
- Fiume (Croacia)